# غلين إي. سامرز
غلين إي. سامرز هو سياسي أمريكي، ولد في 19 فبراير 1925 في برايني بريزز في الولايات المتحدة، وتوفي في 16 فبراير 2020. نشط حزبياً في الحزب الديمقراطي. وقد انتخب عضو مجلس نواب فلوريدا ‏.